# Eldon Insurance
Eldon Insurance Services Limited (plus souvent dénommé Eldon Insurance, ou Assurances Eldon pour les francophones) est une société britannique de courtage d'assurance et de gestion des sinistres contrôlée par l'homme d'affaires Arron Fraser Andrew Banks (dit Arron Banks, millionnaire connu pour sa richesse, pour le fait qu'il ait été administrateur de nombreuses sociétés (au moins 37 sociétés, dont seules trois étaient dissoutes en 2014), pour ses capacités d'optimisation fiscale (avec certaines de ses sociétés basées dans de petits paradis fiscaux (Gibraltar et île de Man ; ex : Rock Services Ltd, dont il est administrateur, malgré un bénéfice brut de 19,7 millions de livres en 2014, n'a versé que 12 000 livres en impôt sur les sociétés, après avoir déclaré 19,6 millions de livres sterling de « frais administratifs »). Il est aussi connu comme europhobe favorable à un « Brexit dur » et comme l'un des grands donateurs du parti des conservateurs, qu'il a toutefois en 2015 abandonné au profit de Nigel Farage et de son parti, l'UKIP). 
Son siège est situé à Bristol, mais l'entreprise dispose aussi de bureaux à Newcastle, Southampton et en Afrique du Sud.
Fondée en 2007, la société est réglementée par la Financial Conduct Authority (FCA). Elle s'est spécialisée dans l'assurance automobile, et opère actuellement sous plusieurs noms commerciaux GoSkippy, Footprint, Plato Insurance Services et Vavista (et autrefois Solid Insurance (en 2013), ou Business Choice Direct (en 2014-2016) et d'autres noms.
Ce groupe financier est étroitement lié à la Southern Rock Insurance, basée à Gibraltar, principal souscripteur d'Eldon et également contrôlé par A. Banks.

## Histoire
La société est créée en août 2007, avec John William Gannon et Paul Simon Chase-Gardener comme directeurs fondateurs. 
Michael Lee en devient administrateur peu après, puis directeur général en 2009 (la société comptait alors 160 employés et 250 000 clients). 
La société mère d'Eldon était alors Southern Rock Holdings (qui détient aussi Southern Rock Insurance Limited basée à Gibraltar et fondée là le 25 octobre 2004). En 2010, sur son site Web l'entreprise se présente comme fournisseur de services de gestion des réclamations automobiles basé à Newcastle pour le compte de Southern Rock Insurance. 
Lee, ayant cofondé Southern Rock Holdings avait aussi été directeur général de Southern Rock Insurance. En avril 2011, il a démissionné de son poste d'administrateur et a rejoint Hastings Direct,.
Banks, Chase-Gardener et Gannon étaient alors tous trois directeurs exécutifs de Brightside (« Brightside Group », (entreprise crée en 2006, antérieurement nommée Brightside Holdings PLC du 20 septembre 2006 au 21 novembre 2006, puis Brightside Group PLC du 21 novembre 2006 au 28 juillet 2014). 
À eux trois, ils possédaient aussi 72% des assurances Southern Rock Insurance, faisant ainsi croître le groupe à partir de "Commercial Vehicle Direct", entreprise de vente de véhicules qu'ils avaient cofondé le 9 février 2010 (ou en 2001 ?), en en confiant la direction à Christopher Campbell-Duff (qui en possède plus de 75% des parts). 
GoSkippy est un courtage en assurance lancée par A. Banks six mois après son départ (en tant que PDG de Brightside en 2012, départ suivi d'un âpre différend incluant une action en justice de Brightside contre  Bank, Southern Rock et Eldon Insurance accusés de «complot» par la société que Bank avait cofondée et qui réclame alors 6,8 millions de livres sterling de dommages-intérêts pour perte d'activité, pour avoir utilisé des informations confidentielles afin de lui "prendre" ses clients, débaucher son personnel et pour concurrence déloyale et illégale), peu après que la toute jeune société GoSkippy ait annoncé des bénéfices (après impôts) de 8,7 millions de livres sterling. Gannon quitte la société fin août 2012 et à la fin de cette année, le groupe a commencé à louer un espace de bureau sur à Bristol pour y loger et développer l' opération GoSkippy. Banks y a ensuite embauché divers employés de Brightside.
A. Banks est devenu directeur (à la suite du départ de Gannon), puis Chase-Gardener a également quitté la société (en février 2013). 
Alors que Banks et Gannon vendaient leurs actions de Brightside, Chase-Gardener a lui, échangé toutes ses actions de Rock Holdings pour augmenter sa participation à Brightside, démissionnant au passage des autres sociétés appartenant au groupe. 
En 2013, Eldon est acheté (le 26 février) par un nouveau groupe (détenu à 70% par Banks). Eldon demande une autorisation de pratiquer le courtage en assurance au Royaume-Uni, et l'obtient début avril 2013.

Les comptes publics d'Eldon, montrent que la vente a été faite en émettant pour la première fois près de 2,2 millions de livres sterling de nouvelles actions à la société mère ultime de la société, Rock Holdings, lors d'une opération de dette contre participation en février. Ces actions et les 100 originales ont ensuite été achetées par ICS Risk Solutions, nouvellement créée, basée sur l'île de Man, en juillet pour 7,5 millions de livres sterling. Le contrôle d'Eldon n'en aurait pas été affecté car Arron Banks était alors actionnaire majoritaire des deux sociétés mères. 
Cette même année 2013, en septembre, Banks doit démissionner d'Eldon. Et en 2014, il doit démissionner de Southern Rock Insurance. Ceci résulte d'un accord passé avec les régulateurs de Gibraltar qui ont accepté une "période d'interdiction ou d'auto-exclusion de ses autres mandats d'administrateur d'assurance" après avoir constaté que Southern Rock était en activité, bien que techniquement insolvable . Banks se fait alors remplacer comme directeur par son frère Johnathan Banks (basé à Hong Kong).

Peu avant Noël 2013, les auditeurs (du bureau d'audit Baker Tilly LLP) ont démissionné, au motif que la société refusait de leur fournir des informations précises, limitant ainsi la portée du travail d'audit. Un conflit d'intérêts est évoqué. 
Début 2014, Eldon avait lancé la marque Footprint pour vendre des polices d'assurances pour fourgonnettes et motos, et Business Choice Direct pour l'assurance commerciale. À la fin de l'année, Eldon entame un partenariat pour aussi vendre des assurances sous la marque Debenhams
En 2015, la nouvelle Holding d'Eldon (« ICS Risk Solutions ») a du verser environ 77 millions de livres sterling à Southern Rock Insurance (qui continue d'être le principal souscripteur d'Eldon) pour des droits sur une partie de ses revenus futurs, afin de respecter les obligations que lui imposait la réglementation sur la solvabilité.
Un règlement amiable (au contenu non divulgué) est signé en mai 2015 entre Brightside et Southern Rock, mettant fin à leurs différends relatifs à la propriété intellectuelle, aux violations des accords commerciaux et aux violations des termes des accords commerciaux.
Un mois plus tard, Eldon renvoyait les travailleurs de son centre d'appels (basé en Afrique du Sud) chez eux quand ils traînaient durant leurs déplacements, déclarant "entrer dans une période de consultation avec jusqu'à 200 membres du personnel de l'entreprise" Puis 174 employés ont été licenciés dans les bureaux de Newcastle et de Bristol.
Eldon détient aussi 
- 50% des parts d'une joint-venture (Vavista, qui depuis 2015 fournit des « programmes de santé et de bien-être » avec ses polices d'assurance).
- 49% des parts de "Legal Protection Group" (lancé en 2016, vendant des assurances de protection juridique, des services juridiques et des produits d'assistance d'urgence)[16].

En 2016, Eldon crée en octobre "Somerset Bridge", pour agir en tant qu'agent général de gestion, et diversifier le panel d'assureurs auquel Eldon a accès. Puis en novembre la marque "Business Choice Direct" est transférée dans une filiale créée ad hoc (dont Eldon détient 51% des parts) ; le site Web de l'entreprise indique que les bureaux  ont aussi déménagé à Eastleigh.
En 2017, Eldon déménage ses bureaux de Newcastle dans un espace plus vaste. En fin d'année, Banks a l'intention d' introduire la société sur le marché boursier public en 2018. Mais un professeur en finance de la Manchester Business School a qualifié les 250 millions de livres Banks de «très ambitieux».

### Eldon, Leave.EU et le Brexit
Dans la période de campagne référendaire, A. Banks a co-fondé (avec Richard Tice) et financé le parti (non officiel, mais très actif sur les réseaux sociaux) de campagne pro-Brexit Leave.EU ; A. Banks a été qualifié de « Banquier du Brexit » par The Guardian, et de Bad boy du Brexit par le New-York Times ou de « grand argentier du Brexit » par le Point. À la suite d'anomalies comptables détectées par la Commission électorale quant à l'origine d'un financement de 8 millions de livres accordé comme prêts par Arron Banks à BFTC (organisation qui finançait la campagne de Leave.EU), l'agence de lutte contre le crime organisé (National Crime Agency ou NCA) a lancé en novembre 2018 une enquête contre A Banks, « Better for the Country » (BFTC, liée à A Banks) et Leave.EU, enquête relative à des « infractions présumées à la loi électorale (...) ainsi que toute infraction pouvant y être associée ». Elizabeth (Liz) Bilney, qui fut brièvement directrice avant la démission de Paul Chase-Gardener, et qui fut en 2017 PDG et aussi directrice exécutive de Leave.EU lors de la campagne pour le Retrait du Royaume-Uni de l'Union européenne est aussi visée par cette enquête. La commission électorale, dans un communiqué, craint que l'argent donné à Better pour la campagne « provenait de sources non autorisées, et que M. Banks et Mme Bilney (...) ont sciemment dissimulé les véritables circonstances de la fourniture de cet argent ». Cet argent pourrait provenir de sociétés enregistrées à Gibraltar et sur l'île de Man, or la loi électorale britannique interdit tout financement de campagne par des financements venus de l'étranger. L'Agence a communiqué en 2019 n'avoir trouvé « aucun élément prouvant qu'une infraction pénale à la loi électorale ou au droit des sociétés » ait été le fait de A. Banks ou des sociétés qu'il contrôlait ; en particulier elle n'a pas trouvé de preuve que de l'argent d'origine russe ait financé la campagne, ce que certains craignaient.  
La confusion des rôles lors de la campagne a été telle que : 
- le siège social du groupe d'assurance (à Bristol) a aussi été le siège social de Leave.EU, l'un des deux grands partis pro-Brexit (l'autre étant Vote Leave). 
Dans le journal The Guardian du 14 avril 2018, Brittany Kaiser (ancienne directrice de Cambridge Analytica) a expliqué que quand elle a visité le siège de Leave.EU en 2015, elle y a vu des employés d'Eldon encadrer un centre d'appels pour la campagne référendaire, ajoutant qu'elle pensait que le personnel (n'ayant probablement pour la plupart jamais participé à la politique auparavant, appelait des prospects ou des clients qu'Eldon avait à l'époque.
- En août 2016, la campagne de Leave.EU a annoncé un accord de parrainage par la marque Goskippy, offrant une réduction de 10% sur le contrat d'assurance[26] À partir de juin 2017, la marque Goskippy a commencé à apparaître aux côtés de celle de Leave.UE sur les messages Facebook et Twitter de la campagne, dont un avec une photo de la tour Grenfell en feu indiquant «Une amnistie pour les immigrants illégaux de Grenfell? Absolument pas! La loi est la loi. ".

Selon The Guardian en avril 2018  le bureau du commissaire à l'information du Royaume-Uni enquêtait pour savoir si Eldon partageait illégalement des données avec le Leave.EU pour faire basculer le vote en faveur du camp du Brexit. 
Banks avait précédemment admis faire de la publicité pour des produits d'assurance auprès des partisans de la campagne, mais il a déclaré: «Eldon n'a jamais donné ni utilisé aucune donnée pour Leave.EU ; ce sont des entités distinctes avec des règles strictes de contrôle des données. Et vice versa. "
En 2018, après enquête, la Commissaire à l'information a pris en novembre des mesures d'exécution à l'encontre d'Eldon Insurance et de Leave.EU, après avoir constaté des violations de la loi sur la protection des données, leur infligeant une amende totale de 135 000 £.
En juin 2019, Mark Boleat est le nouveau président d'Eldon

## Finances
En 2013, Eldon aurait vendu 113000 polices d'assurance. 

Son bénéfice avant impôts était de 239 000 £ sur un chiffre d'affaires de 12,8 millions de livres sterling (incluant  9 millions de livres venant de services vendus à Southern Rock Insurance, mais en payant 11,4 millions de livres sterling à Rock Services, une autre société britannique détenue par Banks via un mandat d'administrateur),
En 2015, les bénéfices déclarés d'Eldon étaient de 284 000 £ (pour un chiffre d'affaires de 33,7 millions de £ avec un revenu de 27,7 millions de £ de Southern Rock et en versant 27,5 millions de £ à Rock Services).  
Rock Holdings Ltd, (autre holding basée dans le paradis fiscal de l' île de Man), est la société mère de Rock Services et de Southern Rock Holdings. L'activité principale  du groupe "Rock Services" semble être  «"recharge of goods and services" » avec Southern Rock Insurance. 
En 2016, le bénéfice d'exploitation était de 253 000 £, mais les coûts de restructuration auraient entraîné une perte de 22 000 £ environ, en dépit d'une augmentation des revenus à 47,3 millions de £ grâce à une hausse des ventes (299 000 nouvelles polices vendues, outre 90 000 renouvellements),,. Cette année-là, les revenus de Southern Rock ont chuté de 22,1 millions de livres sterling, mais avec une augmentation de 39,5 millions de livres sterling versée à Rock Services.  La rentabilité réelle (sous-jacente) du groupe est difficile à évaluer, notamment en raison d'une pratique consistant à enregistrer des dépenses d'administration  suivant de près le chiffre d'affaires.   Dans le même temps, Southern Rock a perdu 32 millions de livres sterling en 2016 (5e année de perte sur sept années depuis 2010), avec notamment des pertes importantes  (plusieurs millions de livres) sur son activité de souscription principale ; son ratio de solvabilité est passé de 135% (2015) à 103% en 2016. 

## Utilisations de méthodes d'influence inspirées de celles utilisées par les partisans du Brexit
En 2017, les bénéfices d'Eldon ont spectaculairement bondi à 16,7 millions de livres sterling pour le premier semestre de l'année. Arron Banks affirme alors que c'est grâce à des technologies de communication basée d'Intelligence artificielle telles que celles utilisée lors de la campagne pro-Brexit,. 
Sur la base des données trouvées dans les locaux de Cambridge Analytica après sa déclaration de faillite faite à la suite des révélations du Scandale Facebook-Cambridge Analytica/AggregateIQ, les enquêtes de la Commission électorale (dont le champ d'enquête est limité à la vérification du respect du Droit électoral anglais) et du Bureau de la Commissaire à l'information du Royaume-Uni (ICO), alors dirigée par Elizabeth Denham (dont le champ d'enquêtes est limité à celui de la protection des données personnelles) n'ont pu confirmer ni infirmer ces assertions, ne trouvant pas de preuves de l'utilisation des méthodes d'influence reprochées à Cambridge Analytica dans le processus référendaire ayant conduit au Brexit (sauf en début de campagne électorale, au service de l'UKIP). 
Puis, d'autres enquêtes (dont journalistiques) et les révélations de lanceurs d'alerte ont brutalement mis en lumière SCL Elections, grâce notamment au témoignage de Christopher Wylie (ancien directeur de recherche de Cambridge Analytica jusqu'en 2014, qui ayant été pris de remords après avoir constaté que son travail avait inéquitablement servi l'extrême droite américaine et conduit à l'élection de Donald Trump, a quitté l'entreprise pour dénoncer publiquement ses activités), de Shahmir Sanni, de David Caroll et d'autres lanceurs d'alerte interne ou externe à la nébuleuse SCL. Ils ont montré que Cambridge Analytica et surtout sa société-sœur canadienne AggregateIQ ont, durant les derniers mois de la campagne référendaire, pour le compte de Vote Leave, et via Darren Grimes, et en lien avec les think-tanks libertariens de droite du 55 Tufton Street, malhonnêtement influencé les votes, en les retournant en faveur du Brexit.
Le Bureau de la Commissaire à l'information du Royaume-Uni (ICO), alors dirigée par Elizabeth Denham, lors de son enquête sur Cambridge Analytica a fait savoir qu'Eldon Insurance (agissant sous le nom de GoSkippy dans cette affaire) n'a pas voulu coopérer avec les enquêteurs, faisant appel de l'avis d'évaluation réalisé par l'ICO et de certains avis de pénalité monétaire.